# Bochs

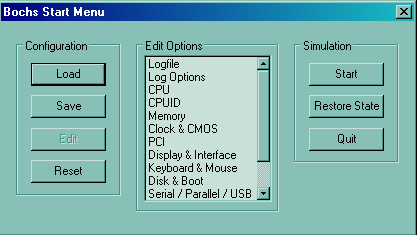
Konfigurace Bochsu pomocí grafického uživatelského rozhraní

Bochs je přenositelný emulátor počítačů typu X86 a X86-64 napsaný zejména v C++ a distribuovaný jako svobodný software pod licencí GNU GPL. Kromě procesoru (včetně režimu chráněné virtuální paměti) emuluje také operační paměť, pevné disky, obrazovku, ethernet, BIOS a běžné periferie.
Bochs běží na mnoha operačních systémech, mimo jiné na různých verzích DOSu, různých verzích Microsoft Windows, na systémech typu BSD, na Linuxu, XENIXu a Rhapsody. Mezi systémy, které na něm mohou běžet jako hostované, patří naopak Microsoft Windows, Windows Mobile, Linux, Mac OS X, IOS (Apple) a PlayStation 2.
Bochs je využíván například na ladění operačních systémů (neboť pád systému v emulátoru nebrání jeho dalšímu zkoumání zvenku), nebo pro zprovoznění software určeného pro jiný než hlavní operační systém počítače.
Bochs byl původně dostupný pod komerční licencí za cenu 25 amerických dolarů. To se změnilo 22. března 2000, kdy ho koupila společnost Mandrakesoft (dnešní Mandriva) a uvolnila ho pro Linux pod licencí GNU GPL.

## Emulovaný hardware
- grafická karta Cirrus Logic CL-GD5439 (pro sběrnici ISA) nebo CL-GD5446 (pro sběrnici PCI)
- zvuková karta Sound Blaster 16 (verze pro sběrnici ISA, bez Plug-and-Play)
- ethernetová síťová karta NE2000
- čipová sada Intel 440FX
- USB
- podpora symetrického multiprocesingu – až 8 procesorů